# Vrchteplá
Vrchteplá (bis 1927 slowakisch „Vrch Teplá“; ungarisch Felsőhéve – bis 1907 Vrchtepla) ist eine Gemeinde in der Nordwestslowakei mit 248 Einwohnern (Stand 31. Dezember 2024) und gehört zum Okres Považská Bystrica, einem Kreis des Trenčiansky kraj.

## Geographie
Die Gemeinde befindet sich im Gebirge Súľovské vrchy am Oberlauf des Baches Manínsky potok. Die unmittelbare Gegend des bebauten Ortsgebiets ist hügellandartig gestaltet, weiter vom Ort ist die Landschaft gebirgig. Das Ortszentrum liegt auf einer Höhe von 520 m n.m. und ist zehn Kilometer von Považská Bystrica entfernt.
Nachbargemeinden sind Súľov-Hradná im Norden und Osten, Bodiná im Süden, Kostolec im Westen und Plevník-Drienové im Nordwesten.

## Geschichte
Vrchteplá wurde zum ersten Mal 1430 als Toppla schriftlich erwähnt. Das Dorf war Besitz der landadligen Familien Klobusiczky und Podmaniczky, später gehörte es zum Herrschaftsgebiet von Waagbistritz. 1786 hatte die Ortschaft 39 Häuser, 40 Familien und 225 Einwohner, 1828 zählte man 33 Häuser und 263 Einwohner, die als Landwirte und Waldarbeiter beschäftigt waren.
Bis 1918 gehörte der Ort im Komitat Trentschin zum Königreich Ungarn und kam danach zur Tschechoslowakei beziehungsweise heute Slowakei. Während des Slowakischen Nationalaufstandes und insbesondere im Frühling 1945 kam es zu häufigen Gefechten zwischen den Partisanen und der deutschen Wehrmacht. Am Berg Hôrka befindet sich ein Grab mit Leichen von zehn Partisanen.

## Bevölkerung
| Jahr                | 1994 | 2004    | 2014    | 2024    |
| ------------------- | ---- | ------- | ------- | ------- |
| Anzahl der Personen | 260  | 256     | 272     | 248     |
| Unterschied         |      | −1,53 % | +6,25 % | −8,82 % |

| Jahr                | 2023 | 2024    |
| ------------------- | ---- | ------- |
| Anzahl der Personen | 244  | 248     |
| Unterschied         |      | +1,63 % |

Gemäß der Volkszählung 2011 wohnten in Vrchteplá 258 Einwohner, davon 234 Slowaken. 24 Einwohner machten keine Angabe zur Ethnie.
151 Einwohner bekannten sich zur Evangelischen Kirche A. B., 51 Einwohner zur römisch-katholischen Kirche, fünf Einwohner zur evangelisch-methodistischen Kirche, zwei Einwohner zu einer anderen Konfession und ein Einwohner zu den Mormonen. 16 Einwohner waren konfessionslos und bei 32 Einwohnern wurde die Konfession nicht ermittelt.